# Apatani jezik
Apatani jezik (apa; ISO 639-3: apt), sjevernoasamski jezik uže podskupine tani kojim govori tibetsko-burmanski narod Apatani u indijskoj državi Arunachal Pradesh u selima Hong, Hari, Billa, Dutta, Hija, Mudang-Tage i Michi Bamin; Assam i Nagaland.
Oko 35 000 etničkih, od čega 24 000 (2007) govori materinjskim jezikom, a neki se služe i hindijem i asamskim.

## Vanjske poveznice
- Ethnologue (14th)
- Ethnologue (16th)